# Verona (Ohio)
Verona – wieś w Stanach Zjednoczonych, w stanie Ohio, w dwóch hrabstwach Montgomery i Preble.